# BingX
BingX được thành lập năm 2018 với tư cách là sàn giao dịch tiền crypto toàn cầu. BingX hiện có hơn 10 triệu người dùng và chuyên cung cấp các dịch vụ như giao dịch spot, phái sinh và giao dịch sao chép. Bên cạnh đó, BingX cũng cung cấp dịch vụ quản lý tài sản. Nền tảng được thiết kế và xây dựng phù hợp cho các nhà giao dịch ở mọi cấp độ, tập trung vào các tính năng an toàn và dễ sử dụng.

## Lịch sử
2018: Thành lập BingX
2019: Ra mắt tính năng giao dịch sao chép, trở thành sàn giao dịch tiền crypto đầu tiên cung cấp dịch vụ giao dịch xã hội trên toàn cầu
2020: Mở rộng ra thị trường toàn cầu, hỗ trợ hơn 10 ngôn ngữ
2021: Xếp thứ 7 về khối lượng giao dịch trong 24 giờ theo CoinMarketCap
2022: Vượt mốc 5 triệu người dùng toàn cầu, liên tục tung ra nhiều cải tiến đổi mới trong ngành
2023: Tập trung vào việc mở rộng hệ sinh thái nền tảng và tham gia vào nhiều hoạt động từ thiện khác nhau
2024: Hợp tác với Chelsea F.C.

## Giải thưởng và Danh hiệu
Năm 2021, 2022 và 2023, BingX được vinh danh và trao tặng danh hiệu "Sàn giao dịch tiền crypto tốt nhất" theo TradingView.
Năm 2022, BingX được trao tặng giải thưởng "Nền tảng giao dịch xã hội phát triển nhanh nhất" theo Tạp chí Global Brands Magazine.
BingX luôn giữ thứ hạng cao trên bảng xếp hạng của CoinGecko và CoinMarketCap.